# 服部五老
服部 五老（はっとり ごろう、1869年（明治2年） - 1930年（昭和5年）5月）は、日本の南画家。現在の山形県鶴岡市出身。

## 略歴
- 1869年（明治2年） - 旧庄内藩士・服部大策の長男として鶴岡に生れる。
- 絵の修業のため京都に移住
- 田能村直入に入門
- 田能村一門の高弟となる。
- 日本南画院の同人となる。
- 1920年（大正9年） - 自宅に甥の齋藤真成が移住
- 橋本関雪や竹内栖鳳と並び称される程になる。
- 酒におぼれ豪遊し乱れた生活を送る様になる。
- 次第に絵も描かなくなり貧困に陥る。
- 1930年（昭和5年）5月 - 死去する。享年62。この時に残された遺産は畳三枚とバケツ一個だった。

## 展覧会歴
- 1972年（昭和47年） - 『庄内の南画三人展～石井子龍・服部五老・服部二柳』 （致道博物館主催）
- 1995年（平成7年） - 『南画展 服部五老・服部二柳』 （致道博物館主催）

## 主な作品
- 1901年（明治34年） - 『孤舟閑遊図』 個人蔵
- 1907年（明治40年） - 『五峯石図』 致道博物館蔵
- 1908年（明治41年） - 『松陰養鶴之図』 致道博物館蔵
- 1909年（明治42年） - 『山水之図』 本間美術館蔵
- 1915年（大正4年） - 『梅渓覓句覓図』 致道博物館蔵
- 1924年（大正13年） - 『夜梅図』 個人蔵

## 関連書籍
- 1995年（平成7年） - 『南画展 服部五老・服部二柳』 致道博物館（出版）
- 1999年（平成11年） - 『懐かしき人々 - 父の父たちの物語 - 』 黒羽根洋司（著）

## 家族親族
- 曾祖父：大山北李 - 庄内藩士、絵師、葛飾北斎の弟子
- 伯祖父：大山庄太夫 - 庄内藩士、留守居役
- 父：服部大策 - 旧庄内藩士
- 義理従兄弟：山口将吉郎 - 日本画家、妻の従兄弟
- 次男：服部二柳 - 南画家
- 甥：齋藤真成 - 真正極楽寺（真如堂）第53世貫主、洋画家、元・京都教育大学教授
- 従兄弟：黒羽根秀雄 - 海軍大佐、防護巡洋艦「対馬」艦長
- 従兄弟：松平穆堂 - 書家
- 従甥：黒羽根忠雄 - 医学博士、医師
- 従姪孫：黒羽根洋司 - 整形外科医師、エッセイスト